# Tytthoscincus atrigularis
Tytthoscincus atrigularis е вид влечуго от семейство Сцинкови (Scincidae). Видът не е застрашен от изчезване.

## Разпространение
Разпространен е във Филипини.